# Wehrdamm/Mellensee/Kleiner Wünsdorfer See
Wehrdamm/Mellensee/Kleiner Wünsdorfer See este o arie protejată (arie specială de conservare — SAC, sit de importanță comunitară — SCI) din Germania întinsă pe o suprafață de 697,93 ha, integral pe uscat.

## Localizare
Centrul sitului Wehrdamm/Mellensee/Kleiner Wünsdorfer See este situat la coordonatele 52°11′32″N 13°26′09″E / 52.1922°N 13.4358°E.

## Înființare
Situl Wehrdamm/Mellensee/Kleiner Wünsdorfer See a fost declarat sit de importanță comunitară în septembrie 2000.

## Biodiversitate
Situată în ecoregiunea continentală, aria protejată conține 7 habitate naturale: Pășuni continentale udate de apa mării, Ape puternic oligomezotrofe cu vegetație bentonică cu Chara spp., Lacuri eutrofice naturale cu vegetație de tip Magnopotamion sau Hydrocharition, Pajiști cu Molinia pe soluri calcaroase, turboase sau argilos-nămoloase (Molinion caeruleae), Liziere de ierburi înalte hidrofile de câmpie și de nivel montan până la alpin, Mlaștini calcaroase cu Cladium mariscus și specii de Caricion davallianae, Mlaștini alcaline.
La baza desemnării sitului se află mai multe specii protejate:
- plante (1): moșișoare (Liparis loeselii)
- păsări (1): pescăruș albastru (Alcedo atthis)
- mamifere (1): vidră de râu (Lutra lutra)
- nevertebrate (3): fluturele purpuriu (Lycaena dispar), Vertigo angustior, Vertigo moulinsiana
- pești (3): avat (Aspius aspius), țipar (Misgurnus fossilis), boarță (Rhodeus sericeus amarus)

Pe lângă speciile protejate, pe teritoriul sitului au mai fost identificate 84 de specii de plante, 2 specii de amfibieni, 1 specie de reptile.